# John Kucera
John Kucera nació el 17 de septiembre de 1984 en Calgary (Canadá), es un esquiador que ha ganado 1 Campeonato del Mundo (1 Medalla en total) y 1 victoria en la Copa del Mundo de Esquí Alpino (con un total de 3 podiums).

## Resultados

### Juegos Olímpicos de Invierno
- 2006 en Turín, Italia
  - Combinada: 17.º
  - Super Gigante: 22.º
  - Descenso: 27.º

### Campeonatos Mundiales
- 2005 en Bormio, Italia
  - Combinada: 9.º
  - Descenso: 16.º
  - Super Gigante: 25.º
- 2007 en Åre, Suecia
  - Eslalon Gigante: 12.º
  - Super Gigante: 30.º
  - Descenso: 31.º
  - Combinada: 32.º
- 2009 en Val d'Isère, Francia
  - Descenso: 1.º
  - Super Gigante: 6.º
  - Eslalon Gigante: 44.º

### Copa del Mundo

#### Clasificación general Copa del Mundo
- 2004-2005: 100.º
- 2005-2006: 81.º
- 2006-2007: 23.º
- 2007-2008: 13.º
- 2008-2009: 24.º
- 2009-2010: 99.º

#### Clasificación por disciplinas (Top-10)
- 2006-2007:
  - Super Gigante: 3.º
- 2007-2008:
  - Eslalon Gigante: 10.º
- 2008-2009:
  - Super Gigante: 9.º

#### Victorias en la Copa del Mundo (1)

##### Super Gigante (1)
| Fecha                   | Lugar       |
| ----------------------- | ----------- |
| 26 de noviembre de 2006 | Lake Louise |